# 24 heures sur la Une
24 heures sur la Une est l'unité d'information de la première chaîne de l'ORTF entre le 11 septembre 1972 et le 5 janvier 1975. Elle succède à Information Première, lancée en septembre 1969. Sauf quelques expérimentations, jusqu'à l'année 1975, l'émission est réalisée et produite en noir et blanc, du fait que la première chaîne nationale publique n'exploite que son réseau 819 lignes et pas encore d'émetteur 625 lignes couleur au standard SÉCAM.

## Historique
En 1969, la réforme de la télévision voulue par le Premier ministre Jacques Chaban-Delmas crée une concurrence entre deux rédactions télévisées dirigées par Pierre Desgraupes (1re chaîne) et Jacqueline Baudrier (2e chaîne). Réputé indépendant, Desgraupes s'attire rapidement les foudres des plus gaullistes qui reprochent le ton nouveau, considéré comme « gauchisant » des présentateurs jeunes, venus de la radio pour l'essentiel : si Jean Lanzi était déjà connu des téléspectateurs, Philippe Gildas, Jean-Michel Desjeunes, Jean-Pierre Elkabbach et Étienne Mougeotte font figure de nouveaux. En face, Jacqueline Baudrier compose une équipe avec Léon Zitrone et Michel Péricard en tête d'affiche, et recrute Claude Brovelli, Jean-François Robinet, Bernard Volker (qui ne fera qu'une seule année chez Desgraupes), pour ne citer qu'une partie de l'équipe. Hormis les têtes d'affiches, les journalistes de 24 heures sur la Deux sont moins connus que ceux d'Information Première.
En 1972, à la suite des affaires de la feuille d'impôts de Chaban-Delmas, parue dans Le Canard enchaîné, et de publicité clandestine à la télévision, Pierre Messmer remplace Chaban-Delmas à Matignon. Parmi ses premières décisions figurent le rétablissement du ministère de l'Information et la remise en ordre de l'information télévisée. L'équipe Desgraupes est dissoute et plusieurs vedettes licenciées d'Information Première trouvent refuge à la radio. Jacqueline Baudrier se voit alors proposer d'aller sur la première chaîne avec toute son équipe. Ainsi, 24 heures sur la Deux prend le 11 septembre 1972 l'appellation 24 heures sur la Une, en conservant le même décor… mais en perdant la couleur. Parallèlement, la direction de l'ORTF confie à Jean-Claude Héberlé, le soin de composer une nouvelle rédaction pour la deuxième chaîne, baptisée INF 2.
Jacques Alexandre prend la direction de la rédaction de 24 heures sur la Une le 3 juillet 1972 à la suite de la nomination de Jacqueline Baudrier à la direction de la première chaîne. Face à i.n.f.2, jugée plus indépendante voire plus à gauche, la rédaction de 24 heures sur la Une apparaît plus traditionnelle, plus dans l'esprit voix de la France, conforme à la volonté du président Pompidou.
L'éclatement de l'ORTF marque la fin de 24 heures sur la Une. Le dimanche 5 janvier 1975 à 19h45, Jacques Alexandre introduit l'avant dernière édition du soir, qui porte le numéro 2534, remercie les téléspectateurs de leur fidélité et annonce l'arrivée pour le lendemain d'IT1 20 Heures avec une nouvelle équipe, avant de laisser Jean-Pierre Berthet présenter le journal qui le finit en présentant aux téléspectateurs le nouvel indicatif d'IT1. Claude Brovelli présente la dernière édition de 24 heures sur la Une en fin de soirée. Le lendemain, la nouvelle rédaction de TF1 prend le relais avec Information Télévisée 1.
L'actualité du soir sur la première chaîne publique française remonte à 1949 avec le Journal télévisé de la RTF créé en 1949, puis les différentes formules successives telles que Actualités télévisées en 1963 puis Télé-Soir en 1965, Information Première en 1969, 24 heures sur la Une en 1972 avant Information Télévisée 1, diffusée du 6 janvier au 20 décembre 1975.

## Édition de la mi-journée
L'actualité télévisée de la mi-journée sur la chaîne historique nationale française existe depuis 1949. Au fil des changements à la tête de la direction de la chaîne et de ses rédactions, la formule évolue sensiblement. L'édition de la mi-journée à la télévision sur la première chaîne historique est introduite à partir du mois de novembre 1949; elle ne reprend principalement que les images du journal télévisé du soir diffusée la veille et sans présentateur à l'image mais uniquement accompagnée de commentaires en direct. En 1957, sous l'impulsion de Pierre Sabbagh et Jacques Sallebert alors que l'horaire du journal du soir est fixé à 20 h, l'édition de la mi-journée est désormais diffusée à 13 h 15, sauf le dimanche où elle se tient à 12 heures. Le 20 avril 1963, le journaliste Raymond Marcillac et le ministre Alain Peyrefitte créent les Actualités télévisées avec une édition de la mi-journée, une diffusion qui se prolonge en juillet 1964 sur la même antenne désormais intitulée Première chaîne de l'ORTF. Le 20 septembre 1965, l'émission d'actualités « Télé-Midi » remplace la précédente formule, jusqu'au 2 novembre 1969 où Pierre Desgraupes lance Information Première, de janvier à mars 1972 de 12h45, puis à 13h ensuite, du lundi au vendredi, présentée par Paul Lefevre, Jean-Michel Desjeunes, Jean Lanzi puis Jean-Pierre Elkabbach.
Lors des événements de mai 1968, Yves Mourousi réalise sa première interview télévisée en interrogeant Alain Peyrefitte, ministre de l’Éducation nationale. Le 6 novembre 1968, il présente pour la première fois à la radio, le journal de 13 heures de France Inter, après avoir été rédacteur puis rédacteur en chef d’Inter actualités magazine, la tranche d'information de la mi-journée. Le 20 décembre 1975 à 20 h, la chaîne TF1 lance officiellement sa télédiffusion en couleur et pour renforcer l'identité de la chaîne, la formule provisoire Information Télévisée 1 disparaît pour laisser place à TF1 Actualités. Le journal de 13h est présenté par le duo Yves Mourousi-Michel Denisot. Il dure une heure avec une première partie consacrée à l'actualité et une seconde partie magazine, plus tournée vers la culture.

## Présentateurs principaux
Les journaux de 24 heures sur la Une sont présentés par une équipe tournante : André Sabas, Léon Zitrone, Jean-François Robinet, Bernard Volker, Jean-Pierre Berthet, Claude Brovelli et Claude Guillaumin.
Parmi les journalistes les plus connus dans l'équipe se trouvent Michel Tauriac, François Bonnemain, Dominique Baudis, Alain Fernbach, Patrice Duhamel, Michel Chevalet, Thierry de Scitivaux, Joseph Poli, Jacques-Olivier Chattard.

## Décor
Le décor de ce journal télévisé est très moderne, intégrant le bureau de présentation, le fauteuil du présentateur et le grand écran situé derrière lui dans une même structure. Le pupitre de présentation peut recevoir deux personnes en plus du présentateur.

## Générique
L'indicatif de 24 heures sur la Une est composé d'un fifrelet annonçant une musique plus classique, canon de trompettes et tambours. À l'image, un simple bandeau 24 heures sur la une… 13 heures / 19 h 45 / dernière défile en bas du logo 24 h sur la UNE.